# Paul Kircher
Pour les articles homonymes, voir Kircher.
Paul Kircher est un acteur français, né le 30 décembre 2001 à Paris.
Il se fait connaître grâce à son rôle dans Le Lycéen de Christophe Honoré, qui lui permet de décrocher la Coquille d'argent du meilleur acteur du festival de Saint-Sébastien. Il devient alors le plus jeune lauréat de ce festival et le deuxième lauréat français après Claude Rich en 1968.
En 2022 et 2023, il est nommé aux César dans la catégorie meilleure révélation masculine pour ses rôles dans les films Le Lycéen et Le Règne animal.
En 2024, il remporte le Prix Marcello-Mastroianni, à la Mostra de Venise, pour son rôle dans Leurs enfants après eux de Ludovic & Zoran Boukherma.

## Biographie

### Jeunesse et formation
Paul Kircher naît le 30 décembre 2001 à Paris. Ses parents, Jérôme Kircher et Irène Jacob, sont comédiens. Il a un frère cadet, Samuel, également acteur.
Grâce à son baccalauréat, il s'inscrit en double licence d'économie et de géographie à l'université Paris-Cité et suit des stages de théâtre l'été au théâtre de la Manufacture des Abbesses.

### Carrière
En 2019, alors qu'il est en terminale, Paul Kircher rencontre un directeur de casting pour un essai du film T'as pécho ?, une comédie romantique d'Adeline Picault, pour lequel il obtiendra l'un des rôles principaux.
En 2020, à la télévision, il apparaît dans l'épisode L'Arbre aux esclaves, de la série policière Capitaine Marleau, réalisé par Josée Dayan.
En 2021, il auditionne pour Le Lycéen, film dramatique de Christophe Honoré. Il est sélectionné à l'issue d'une audition de trois mois parmi plus de 300 candidats pour le rôle principal, dans lequel il donne la réplique à Juliette Binoche et à Vincent Lacoste. Son personnage est Lucas Ronis, un adolescent de 17 ans qui, après la mort de son père, tente de surmonter sa douleur en se jetant à corps perdu dans le monde qui l'entoure. Pour sa préparation au rôle, Christophe Honoré lui conseillé de lire La Tendresse sur la peau d'Edmund White et de visionner À nos amours de Maurice Pialat.
En 2022, il remporte le prix de la meilleure interprétation masculine au Festival international du film de Saint-Sébastien et le prix du meilleur acteur au Festival de films francophones Cinemania de Montréal. Il est également nommé aux César dans la catégorie meilleur espoir masculin.
La même année, il décroche le rôle principal dans Le Règne animal, film fantastique de Thomas Cailley, où il donne la réplique à Romain Duris et Adèle Exarchopoulos. Pour ce film, il monte les marches du palais du festival de Cannes, le 18 mai 2023. Il est nommé aux César dans la catégorie meilleure révélation masculine.
En 2023, il auditionne pour le rôle de Clotaire jeune dans L'Amour ouf de Gilles Lellouche et termine le casting deuxième derrière Malik Frikah,.
En 2024, il joue dans Leurs enfants après eux, l'adaptation cinématographique du roman de Nicolas Mathieu, réalisée par Ludovic et Zoran Boukherma. Ce rôle lui permet, le 7 septembre 2024, de remporter le Prix Marcello-Mastroianni, à la Mostra de Venise.
En 2025, Paul Kircher retrouve Christophe Honoré au théâtre dans la pièce Les Idoles, où il incarne Bernard-Marie Koltès, aux côtés, notamment, de Marina Foïs et Jean-Charles Clichet. Cette production marque sa première expérience sur scène. Il revient ensuite au cinéma dans La Venue de l'avenir de Cédric Klapisch.

## Filmographie

### Cinéma

#### Longs métrages
- 2019 : T'as pécho ? d'Adeline Picault : Arthur
- 2022 : Le Lycéen de Christophe Honoré : Lucas Ronis
- 2022 : Petite Leçon d'amour d'Ève Deboise : Lancelot Girerd
- 2023 : Le Règne animal de Thomas Cailley : Émile Marindaze
- 2024 : Leurs enfants après eux de Zoran et Ludovic Boukherma : Anthony
- 2025 : La Venue de l'avenir de Cédric Klapisch : Anatole
- 2025 : Meteors d'Hubert Charuel : Mika

#### Courts-métrages
- 2023 : Les Uns sur les autres de Clément Devilliers et Armand Foëx
- 2024 : Nos cabanes de Clément Devilliers et Armand Foëx : Reda

### Télévision

#### Séries télévisées
- 2019 : Capitaine Marleau de Josée Dayan : Manu Philippon (saison 3, épisode 6 : L'Arbre aux esclaves)
- 2022 : Week-end Family : Alexis (saison 1, épisode 3 Double Axel de Pierre-François Martin-Laval)

### Clip
- 2022 : En famille de Florent Marchet, réalisé par Raphaël Neal

## Théâtre
- 2025 : Les Idoles de Christophe Honoré, théâtre de la Porte-Saint-Martin, Paris : Bernard-Marie Koltès

## Distinctions

### Récompenses
- Festival international du film de Saint-Sébastien 2022 : Coquille d'argent du meilleur acteur pour Le Lycéen[7]
- Festival de films francophones Cinemania 2022 : meilleur acteur dans Le Lycéen[8]
- Mostra de Venise 2024 : Prix Marcello-Mastroianni pour Leurs enfants après eux[14]
- Festival du film européen de Séville 2024 : Prix du meilleur acteur pour Leurs enfants après eux[15]

### Nominations
- Lumières 2023 : révélation masculine dans Le Lycéen[16]
- César 2023 : meilleur espoir masculin dans Le Lycéen[17]
- Capucines 2023 : meilleur acteur dans Le Règne animal
- César 2024 : meilleure révélation masculine dans Le Règne animal
- Lumières 2025 : meilleur acteur dans Leurs enfants après eux